# Sergio Martino
Sergio Martino, född 19 juli 1938 i Rom, Italien, italiensk filmregissör, filmproducent manusförfattare och skådespelare.
Martion är bror till producenten Luciano Martino. De två samarbetade ofta i respektive yrke. Deras morfar var regissören Gennaro Righelli.
Martino har både arbetat med storfilmproduktioner och olika serier for italiensk TV.
Han jobbade ofta med skadespelerskan Edwige Fenech som under sjuttiotalet var gift med Sergios bror, Luciano. Han har också återkommande arbetat med aktörer som George Hilton, Ivan Rassimov, Claudio Cassinelli och manusförfattaren Ernesto Gastaldi.
Liksom så många andra italienska regissörer och filmskapare under den här tiden har Sergio Martino använt sig av flera olika pseudonymer, däribland: Julian Barry, Martin Dolman, Serge Martin, Christian Plummer, George Raminto.
På senare år har Sergio Martino i huvudsak jobbat med italiensk TV-produktion.

## Fotnoter
1. ↑  SNAC, SNAC Ark-ID: w6kx93j7, läs online, läst: 9 oktober 2017.[källa från Wikidata]
2. ↑  filmportal.de, Filmportal-ID: 55e791ed549248d0af513a29c486e7a6, läst: 9 oktober 2017.[källa från Wikidata]
3. ↑  Gemeinsame Normdatei, läst: 18 december 2014.[källa från Wikidata]
4. ↑  Mymovies.it, Mymovies.it regissörs-ID (föråldrad egenskap): 178, läst: 4 april 2022.[källa från Wikidata]
5. ↑  Tjeckiska nationalbibliotekets databas, NKC-ID: xx0260400, läst: 19 december 2022.[källa från Wikidata]